# 帕特里克·谢尔贝里
帕特里克·谢尔贝里（瑞典語：Patric Kjellberg，1969年6月17日—），瑞典男子冰球运动员。他曾代表瑞典参加1992年、1994年和1998年冬季奥林匹克运动会冰球比赛，获得一枚金牌。